# Джанлука Дзамброта
Джанлука Дзамброта (на италиански: Gianluca Zambrotta) е италиански футболист-национал, десен или ляв защитник. Роден е на 19 февруари 1977 г. в град Комо, Италия. Започва своята професионална кариера през 1994 г. в отбора на родния си град Калчо Комо. След това играе в АС Бари, ФК Ювентус и ФК Барселона. От 2008 г. до 2012 г. е състезател на италианския Милан. Дебютира в националния отбор на своята страна през 1999 г., с който става световен шампион през 2006 г. Често бележи голове.